# Aloe flexilifolia
Aloe flexilifolia är en grästrädsväxtart som beskrevs av Hugh Basil Christian. Aloe flexilifolia ingår i släktet Aloe och familjen grästrädsväxter. IUCN kategoriserar arten globalt som akut hotad. Inga underarter finns listade i Catalogue of Life.